# Faith (album George Michael)
Faith è il primo album solista di George Michael dopo l'esperienza con gli Wham!. Pubblicato nel 1987, tutte le tracce sono scritte e prodotte dallo stesso Michael, l'album è stato un successo anche grazie ai singoli estratti I Want Your Sex, Faith, One More Try, e Father Figure, tanto da guadagnarsi un Grammy Awards come miglior album dell'anno. È posizionato al 52º posto tra i migliori album di tutti i tempi negli Stati Uniti.
L'album è diventato disco di diamante in Canada e negli Stati Uniti, arrivando a vendere oltre 20 milioni di copie in tutto il mondo.
Nel 2011 è stato ristampato in una nuova edizione con un CD bonus con tracce aggiuntive e un DVD con i video musicali legati a Faith e contenuti extra.

## Tracce
1. Faith  – 3:16
2. Father Figure  – 5:36
3. I Want Your Sex (Parts I & II)  – 9:17
4. One More Try  – 5:50
5. Hard Day  – 4:48
6. Hand to Mouth  – 4:36
7. Look At Your Hands  – 4:37
8. Monkey  – 5:06
9. Kissing a Fool  – 4:35
10. Hard Day (Shep Pettibone Remix)  - 6:30
11. A Last Request (I Want Your Sex Part III)   - 3:48

## Ristampa del 2011

### CD Bonus
1. Faith (strumentale) 3:16
2. Fantasy   5:02
3. Hard Day (Shep Pettibone Mix) 9:04
4. I Believe (When I Fall In Love It Will Be Forever)"   7:03
5. Kissing a Fool (strumentale) 4:35
6. Love's In Need of Love Today (Live) 4:43
7. Monkey (7" Edit) 4:48
8. Monkey (A Capella & Beats) 7:27
9. Monkey (Jam & Lewis Remix) 8:10

### DVD
- George Michael e Jonathan Ross Have Words
- Music Money Love Faith (febbraio 1988)
- Video musicali

1. I Want Your Sex
2. I Want Your Sex (Versione non censurata)
3. Faith
4. Father Figure
5. One More Try
6. Monkey
7. Kissing a Fool

## Classifiche

### Classifiche settimanali
| Classifica (1987/88) | Posizione massima |
| -------------------- | ----------------- |
| Australia            | 3                 |
| Austria              | 3                 |
| Canada               | 1                 |
| Finlandia            | 4                 |
| Francia              | 5                 |
| Germania             | 3                 |
| Italia               | 2                 |
| Norvegia             | 3                 |
| Nuova Zelanda        | 3                 |
| Paesi Bassi          | 1                 |
| Regno Unito          | 1                 |
| Spagna               | 1                 |
| Stati Uniti          | 1                 |
| Stati Uniti (R&B)    | 1                 |
| Svezia               | 4                 |
| Svizzera             | 4                 |

### Classifiche di fine anno
| Classifica (1987) | Posizione |
| ----------------- | --------- |
| Francia           | 7         |
| Italia            | 20        |
| Paesi Bassi       | 25        |
| Regno Unito       | 25        |
| Classifica (1988) | Posizione |
| Australia         | 11        |
| Austria           | 8         |
| Germania          | 14        |
| Nuova Zelanda     | 12        |
| Paesi Bassi       | 14        |
| Regno Unito       | 37        |
| Spagna            | 2         |
| Stati Uniti       | 1         |
| Svizzera          | 12        |
| Classifica (1989) | Posizione |
| Stati Uniti       | 43        |